# Andrena chirisana
Andrena chirisana är en biart som beskrevs av Osamu Tadauchi 1992. Andrena chirisana ingår i släktet sandbin, och familjen grävbin. Inga underarter finns listade i Catalogue of Life.